# Оздой
Оздой (ингуш. Оздой) — крупный ингушский тейп. Ведёт своё происхождение из средневекового села Оздиг в горной Ингушетии.

## История
В ингушской мифологии тейп Оздой происходит от легендарного Магlо, который пришел со стороны Чёрного моря и построил Магlо-Ерд для того, чтобы люди поклонялись там. Недавние ДНК тесты показали, что у них фигурирует гаплогруппа j2a1b DYS390=21, которая также присутствует у таких тайпов как Тlаргимхой, Йовлой, Хамхой, Аьги и т. д.

## Фамилии
Представители данного тейпа носят следующие фамилии: Вышегуровы, Тангиевы, Кариевы, Оздоевы, Имагожевы, Точиевы, Гудиевы, Мошхоевы, Зурабовы, Комурзоевы, Гелисхановы и т. д.